# 4004 Listʹev
4004 Listʹev è un asteroide della fascia principale. Scoperto nel 1971, presenta un'orbita caratterizzata da un semiasse maggiore pari a 3,0945049 UA e da un'eccentricità di 0,2065179, inclinata di 15,72747° rispetto all'eclittica.
L'asteroide è dedicato al giornalista russo Vladislav Nikolaevič Listʹev.